# 마의태자 (영화)
"마의태자"(麻衣太子)는 한국에서 제작된 전창근 감독의 1956년 영화이다. 석금성 등이 주연으로 출연하였고 정화세 등이 제작에 참여하였다.

## 출연

### 주연
- 석금성
- 김신재
- 유계선
- 이민자
- 고선애
- 이향
- 주선태
- 최남현
- 백성희

## 기타
- 원작자: 이광수
- 조명: 이영일
- 미술: 박석인